# Sportverein Darmstadt 1898 2008-2009
Questa voce raccoglie le informazioni riguardanti lo Sportverein Darmstadt 1898 nelle competizioni ufficiali della stagione 2008-2009.

## Stagione
Nella stagione 2008-2009 il Darmstadt, allenato da Gerhard Kleppinger e Živojin Juškić, concluse il campionato di Regionalliga sud al 15º posto. In Coppa di Germania il Darmstadt fu eliminato al primo turno dal Wehen Wiesbaden.

## Rosa
| N. |                     | Ruolo | Calciatore        |
| -- | ------------------- | ----- | ----------------- |
| 1  | Germania (bandiera) | P     | Rainer Adolf      |
| 2  | Germania (bandiera) | D     | Patrick Neumann   |
| 3  | Germania (bandiera) | D     | Michael Bodnar    |
| 4  | Germania (bandiera) | D     | Marco Betz        |
| 5  | Ungheria (bandiera) | D     | Krisztián Szóllar |
| 7  | Germania (bandiera) | C     | Sven Sökler       |
| 10 | Germania (bandiera) | C     | David Kienast     |
| 10 | Germania (bandiera) | C     | Muharrem Reka     |
| 11 | Germania (bandiera) | C     | Nikola Jovanović  |
| 13 | Italia (bandiera)   | A     | Elia Soriano      |
| 14 | Germania (bandiera) | A     | Rudi Hübner       |
| 15 | Germania (bandiera) | D     | Daniel Rasch      |
| 16 | Germania (bandiera) | C     | Simon Schmidt     |
| 18 | Germania (bandiera) | D     | Christian Wiesner |

| N. |                               | Ruolo | Calciatore          |
| -- | ----------------------------- | ----- | ------------------- |
| 19 | Macedonia del Nord (bandiera) | C     | Blerton Muca        |
| 19 | Germania (bandiera)           | C     | Sebastian Szikal    |
| 20 | Germania (bandiera)           | C     | Alvano Kröh         |
| 20 | Germania (bandiera)           | A     | Ali Kandemir        |
| 21 | Germania (bandiera)           | P     | Dennis Fromm        |
| 22 | Germania (bandiera)           | D     | Pascal Pellowski    |
| 23 | Germania (bandiera)           | A     | Andreas Baufeldt    |
| 33 | Germania (bandiera)           | D     | Christian Remmers   |
| 34 | Germania (bandiera)           | A     | Christopher Nguyen  |
| 39 | Germania (bandiera)           | C     | Silas Rauschmayr    |
|    | Germania (bandiera)           | P     | Robin Schreiner     |
|    | Germania (bandiera)           | D     | Stefan Malcherowitz |
|    | Inghilterra (bandiera)        | D     | George Worcester    |
|    | Ghana (bandiera)              | A     | Emmanuel Peterson   |

## Organigramma societario
Area tecnica
- Allenatore: Živojin Juškić
- Allenatore in seconda:
- Preparatore dei portieri: Ferenc Rott
- Preparatori atletici:
- Analisi video:

## Calciomercato

### Sessione estiva
| Acquisti | Acquisti         | Acquisti            | Acquisti |
| R.       | Nome             | da                  | Modalità |
| -------- | ---------------- | ------------------- | -------- |
| A        | Andreas Baufeldt | Monaco 1860 II      |          |
| P        | Rainer Adolf     | Magonza II          |          |
| D        | Marco Betz       | Germania Ober-Roden |          |
| C        | David Kienast    | Stoccarda U19       |          |
| P        | Robin Schreiner  | Darmstadt U19       |          |
| C        | Sebastian Szikal | Norimberga          |          |
| A        | Christoph Weber  | Norimberga          |          |

| Cessioni | Cessioni            | Cessioni            | Cessioni |
| R.       | Nome                | a                   | Modalità |
| -------- | ------------------- | ------------------- | -------- |
| A        | Sebastian Glasner   | Erzgebirge Aue      |          |
| P        | Bastian Becker      | Jahn Ratisbona      |          |
| A        | Patrizio Colucci    | Germania Ober-Roden |          |
| C        | Abdelkader Jellouli | Viktoria Urberach   |          |
| C        | Gökhan Öztas        | Germania Ober-Roden |          |
| D        | Christoph Stahl     | FSV Hollenbach      |          |
| P        | Jörg Staniczek      | Sandhausen          |          |

### Sessione invernale
| Acquisti | Acquisti    | Acquisti   | Acquisti |
| R.       | Nome        | da         | Modalità |
| -------- | ----------- | ---------- | -------- |
| C        | Sven Sökler | Reutlingen |          |

| Cessioni | Cessioni        | Cessioni                 | Cessioni |
| R.       | Nome            | a                        | Modalità |
| -------- | --------------- | ------------------------ | -------- |
| A        | Fabio Eidelwein | Eintracht Stadtallendorf |          |
| A        | Christoph Weber | Greuther Fürth II        |          |

## Risultati

### Regionalliga ovest

#### Girone di andata
| Arbitro: | Blos |

|             |           |                                                    |
| Soriano 71’ | Marcatori | 53’ (rig.) Schröder 62’ Fetsch 78’ Stindl 88’ Rutz |

| Arbitro: | Albert |

|                                                  |           |  |
| Fuchs 23’ Gehring 59’ Sam 64’ Kulabas 79’ (rig.) | Marcatori |  |

| Darmstadt 29 agosto 2008, ore 19:00 CEST 3ª giornata | Darmstadt | 0 – 0 referto | Pfullendorf | Stadion am Böllenfalltor (2 400 spett.)\| Arbitro: \| Steinberg \| |
| Arbitro:                                             | Steinberg |               |             |                                                                    |

| Arbitro: | Perl |

|                     |           |  |
| Marchese 73’ (rig.) | Marcatori |  |

| Arbitro: | Erbs |

|                                                                     |           |                         |
| Rasch 56’ Baufeldt 63’ Schmidt 67’ Jovanović 74’ (rig.) Kienast 87’ | Marcatori | 12’ Bechmann 66’ Kaiser |

| Monaco di Baviera 27 settembre 2008, ore 14:00 CEST 6ª giornata | Monaco 1860 II | 0 – 0 referto | Darmstadt | Grünwalder Stadion (900 spett.)\| Arbitro: \| Schmidt \| |
| Arbitro:                                                        | Schmidt        |               |           |                                                          |

| Arbitro: | Schlott |

|                          |           |                         |
| Jovanović 12’ Hübner 21’ | Marcatori | 17’ Schönewolf 90’ Keim |

| Arbitro: | Cortus |

|  |           |                        |
|  | Marcatori | 25’ Neumann 86’ Szikal |

| Arbitro: | Thomsen |

|                      |           |             |
| Jovanović 60’ (rig.) | Marcatori | 33’ Fiedler |

| Arbitro: | Kempter |

|                        |           |            |
| Wittke 61’ Jüllich 73’ | Marcatori | 56’ Hübner |

| Arbitro: | Rafati |

|           |           |                                           |
| Hübner 3’ | Marcatori | 26’ Titsch-Rivero 34’ Weil 82’ Theuerkauf |

| Arbitro: | Färber |

|  |           |                      |
|  | Marcatori | 80’ Soriano 90’ Kröh |

| Arbitro: | Drees |

|              |           |            |
| Baufeldt 77’ | Marcatori | 44’ Endler |

| Arbitro: | Benedum |

|  |           |                                    |
|  | Marcatori | 2’ Jovanović 36’, 58’, 78’ Soriano |

| Arbitro: | Kinhöfer |

|          |           |             |
| Feyh 30’ | Marcatori | 38’ Soriano |

| Arbitro: | Karle |

|  |           |                |
|  | Marcatori | 60’ Ziegenbein |

| Arbitro: | Valentin |

|             |           |                               |
| Löppert 61’ | Marcatori | 42’, 50’ Soriano 83’ Baufeldt |

#### Girone di ritorno
| Arbitro: | Christ |

|  |           |                           |
|  | Marcatori | 47’ Schmidt 90’ Eidelwein |

| Arbitro: | Kampka |

|             |           |             |
| Kienast 48’ | Marcatori | 73’ Kulabas |

| Arbitro: | Karle |

|                        |           |  |
| Narr 57’ Muzliukaj 65’ | Marcatori |  |

| Arbitro: | Steuer |

|  |           |                                                        |
|  | Marcatori | 17’ Marchese 31’ (rig.) Radojević 58’ Barth 74’ Sauter |

| Arbitro: | Schößling |

|                       |           |                      |
| Deptalla 4’ Heyer 31’ | Marcatori | 52’ (rig.) Jovanović |

| Arbitro: | Benedum |

|                                     |           |                             |
| Szóllar 22’ Baufeldt 39’ Sökler 45’ | Marcatori | 4’ Hammann 32’ Tausendpfund |

| Arbitro: | Stark |

|                           |           |  |
| Bauer 6’, 41’ (rig.), 43’ | Marcatori |  |

| Darmstadt 3 aprile 2009, ore 19:30 CEST 25ª giornata | Darmstadt | 0 – 0 referto | Friburgo II | Stadion am Böllenfalltor (2 200 spett.)\| Arbitro: \| Biesemann \| |
| Arbitro:                                             | Biesemann |               |             |                                                                    |

| Arbitro: | Waldkirch |

|                           |           |            |
| Prib 8’, 41’ Dressler 59’ | Marcatori | 74’ Szikal |

| Arbitro: | Brych |

|            |           |            |
| Nguyen 11’ | Marcatori | 75’ Burgio |

| Arbitro: | Kempter |

|                              |           |            |
| Weil 49’ Teixeira-Rebelo 66’ | Marcatori | 63’ Hübner |

| Arbitro: | Christ |

|                                |           |                      |
| Baufeldt 47’ Heller 79’ (aut.) | Marcatori | 34’ (rig.), 89’ Rill |

| Arbitro: | Benedum |

|                                  |           |  |
| Schnatterer 25’ Heidenfelder 38’ | Marcatori |  |

| Arbitro: | Alt |

|  |           |             |
|  | Marcatori | 77’ Mantlik |

| Arbitro: | Dietz |

|                         |           |          |
| Soriano 11’, 81’ (rig.) | Marcatori | 48’ Horr |

| Arbitro: | Färber |

|                       |           |  |
| Danilo 7’ Schmeer 22’ | Marcatori |  |

| Arbitro: | Wingenbach |

|                                                                   |           |                                |
| Baufeldt 13’ Szikal 15’ Sökler 17’ Soriano 56’, 83’ Jovanović 70’ | Marcatori | 37’ Thee 47’ Löppert 64’ Thiam |

### Coppa di Germania
| Arbitro: | Fleischer |

|  |           |                           |
|  | Marcatori | 68’ Orahovac 85’ Ahanfouf |

## Statistiche

### Statistiche di squadra
| Competizione      | Punti | In casa | In casa | In casa | In casa | In casa | In casa | In trasferta | In trasferta | In trasferta | In trasferta | In trasferta | In trasferta | Totale | Totale | Totale | Totale | Totale | Totale | DR  |
| Competizione      | Punti | G       | V       | N       | P       | Gf      | Gs      | G            | V            | N            | P            | Gf           | Gs           | G      | V      | N      | P      | Gf     | Gs     | DR  |
| ----------------- | ----- | ------- | ------- | ------- | ------- | ------- | ------- | ------------ | ------------ | ------------ | ------------ | ------------ | ------------ | ------ | ------ | ------ | ------ | ------ | ------ | --- |
| Regionalliga sud  | 37    | 17      | 4       | 8       | 5       | 26      | 29      | 17           | 5            | 2            | 10           | 18           | 25           | 34     | 9      | 10     | 15     | 44     | 54     | -10 |
| Coppa di Germania | -     | 1       | 0       | 0       | 1       | 0       | 2       | 0            | 0            | 0            | 0            | 0            | 0            | 1      | 0      | 0      | 1      | 0      | 2      | -2  |
| Totale            | 37    | 18      | 4       | 8       | 6       | 26      | 31      | 17           | 5            | 2            | 10           | 18           | 25           | 35     | 9      | 10     | 16     | 44     | 56     | -12 |

### Andamento in campionato
| Giornata  | 1  | 2  | 3  | 4  | 5  | 6  | 7  | 8  | 9  | 10 | 11 | 12 | 13 | 14 | 15 | 16 | 17 | 18 | 19 | 20 | 21 | 22 | 23 | 24 | 25 | 26 | 27 | 28 | 29 | 30 | 31 | 32 | 33 | 34 |
| --------- | -- | -- | -- | -- | -- | -- | -- | -- | -- | -- | -- | -- | -- | -- | -- | -- | -- | -- | -- | -- | -- | -- | -- | -- | -- | -- | -- | -- | -- | -- | -- | -- | -- | -- |
| Luogo     | C  | T  | C  | T  | C  | T  | C  | T  | C  | T  | C  | T  | C  | T  | T  | C  | T  | T  | C  | T  | C  | T  | C  | T  | C  | T  | C  | T  | C  | T  | C  | C  | T  | C  |
| Risultato | P  | P  | N  | P  | V  | N  | N  | V  | N  | P  | P  | V  | N  | V  | N  | P  | V  | V  | N  | P  | P  | P  | V  | P  | N  | P  | N  | P  | N  | P  | P  | V  | P  | V  |
| Posizione | 16 | 18 | 18 | 18 | 17 | 14 | 16 | 12 | 13 | 13 | 14 | 13 | 13 | 10 | 12 | 12 | 12 | 10 | 11 | 11 | 12 | 12 | 12 | 12 | 12 | 13 | 13 | 14 | 14 | 15 | 15 | 15 | 15 | 15 |

Legenda:

Luogo: C = Casa; T = Trasferta. Risultato: V = Vittoria; N = Pareggio; P = Sconfitta.

### Statistiche dei giocatori
| Giocatore       | Regionalliga sud | Regionalliga sud | Regionalliga sud | Regionalliga sud | Coppa di Germania | Coppa di Germania | Coppa di Germania | Coppa di Germania | Totale   | Totale | Totale      | Totale     |
| Giocatore       | Presenze         | Reti             | Ammonizioni      | Espulsioni       | Presenze          | Reti              | Ammonizioni       | Espulsioni        | Presenze | Reti   | Ammonizioni | Espulsioni |
| --------------- | ---------------- | ---------------- | ---------------- | ---------------- | ----------------- | ----------------- | ----------------- | ----------------- | -------- | ------ | ----------- | ---------- |
| R. Adolf        | 32               | 0                | 0                | 0                | 1                 | 0                 | 0                 | 0                 | 33       | 0      | 0           | 0          |
| A. Baufeldt     | 31               | 6                | 4                | 0                | 1                 | 0                 | 0                 | 0                 | 32       | 6      | 4           | 0          |
| M. Betz         | 8                | 0                | 4                | 0                | 0                 | 0                 | 0                 | 0                 | 8        | 0      | 4           | 0          |
| M. Bodnar       | 25               | 0                | 3                | 0                | 1                 | 0                 | 0                 | 0                 | 26       | 0      | 3           | 0          |
| F. Eidelwein    | 14               | 1                | 3                | 0                | 1                 | 0                 | 0                 | 0                 | 15       | 1      | 3           | 0          |
| D. Fromm        | 2                | 0                | 0                | 0                | 0                 | 0                 | 0                 | 0                 | 2        | 0      | 0           | 0          |
| S. Heß          | 1                | 0                | 0                | 0                | 1                 | 0                 | 0                 | 0                 | 2        | 0      | 0           | 0          |
| R. Hübner       | 30               | 4                | 4                | 0                | 0                 | 0                 | 0                 | 0                 | 30       | 4      | 4           | 0          |
| N. Jovanović    | 28               | 6                | 4                | 0                | 0                 | 0                 | 0                 | 0                 | 28       | 6      | 4           | 0          |
| A. Kandemir     | 3                | 0                | 0                | 0                | 0                 | 0                 | 0                 | 0                 | 3        | 0      | 0           | 0          |
| D. Kienast      | 18               | 2                | 3                | 0                | 0                 | 0                 | 0                 | 0                 | 18       | 2      | 3           | 0          |
| A. Kröh         | 13               | 1                | 1                | 0                | 1                 | 0                 | 0                 | 0                 | 14       | 1      | 1           | 0          |
| S. Malcherowitz | 0                | 0                | 0                | 0                | 0                 | 0                 | 0                 | 0                 | 0        | 0      | 0           | 0          |
| B. Muca         | 4                | 0                | 0                | 0                | 0                 | 0                 | 0                 | 0                 | 4        | 0      | 0           | 0          |
| P. Neumann      | 26               | 1                | 4                | 0                | 0                 | 0                 | 0                 | 0                 | 26       | 1      | 4           | 0          |
| C. Nguyen       | 25               | 1                | 5                | 0                | 1                 | 0                 | 0                 | 0                 | 26       | 1      | 5           | 0          |
| P. Pellowski    | 27               | 0                | 3                | 0                | 1                 | 0                 | 0                 | 0                 | 28       | 0      | 3           | 0          |
| E. Peterson     | 4                | 0                | 0                | 0                | 0                 | 0                 | 0                 | 0                 | 4        | 0      | 0           | 0          |
| D. Rasch        | 12               | 1                | 1                | 1                | 1                 | 0                 | 1                 | 0                 | 13       | 1      | 2           | 1          |
| S. Rauschmayr   | 7                | 0                | 1                | 0                | 0                 | 0                 | 0                 | 0                 | 7        | 0      | 1           | 0          |
| M. Reka         | 1                | 0                | 0                | 0                | 0                 | 0                 | 0                 | 0                 | 1        | 0      | 0           | 0          |
| C. Remmers      | 28               | 0                | 6                | 0                | 1                 | 0                 | 0                 | 0                 | 29       | 0      | 6           | 0          |
| S. Schmidt      | 25               | 2                | 4                | 0                | 1                 | 0                 | 0                 | 0                 | 26       | 2      | 4           | 0          |
| R. Schreiner    | 0                | 0                | 0                | 0                | 0                 | 0                 | 0                 | 0                 | 0        | 0      | 0           | 0          |
| E. Soriano      | 29               | 12               | 7                | 1                | 1                 | 0                 | 0                 | 0                 | 30       | 12     | 7           | 1          |
| S. Szikal       | 29               | 3                | 5                | 1                | 1                 | 0                 | 1                 | 0                 | 30       | 3      | 6           | 1          |
| K. Szóllar      | 28               | 1                | 10               | 1                | 1                 | 0                 | 0                 | 0                 | 29       | 1      | 10          | 1          |
| S. Sökler       | 14               | 2                | 1                | 0                | 0                 | 0                 | 0                 | 0                 | 14       | 2      | 1           | 0          |
| C. Weber        | 7                | 0                | 0                | 0                | 0                 | 0                 | 0                 | 0                 | 7        | 0      | 0           | 0          |
| C. Wiesner      | 0                | 0                | 0                | 0                | 0                 | 0                 | 0                 | 0                 | 0        | 0      | 0           | 0          |
| G. Worcester    | 1                | 0                | 1                | 0                | 0                 | 0                 | 0                 | 0                 | 1        | 0      | 1           | 0          |